# Municipio de Barney
El municipio de Barney (en inglés: Barney Township) es un municipio ubicado en el condado de Richland en el estado estadounidense de Dakota del Norte. En el año 2010 tenía una población de 134 habitantes y una densidad poblacional de 1,46 personas por km².

## Geografía
El municipio de Barney se encuentra ubicado en las coordenadas 46°14′21″N 96°56′53″O / 46.23917, -96.94806. Según la Oficina del Censo de los Estados Unidos, el municipio tiene una superficie total de 91.64 km², de la cual 91,64 km² corresponden a tierra firme y (0 %) 0 km² es agua.

## Demografía
Según el censo de 2010, había 134 personas residiendo en el municipio de Barney. La densidad de población era de 1,46 hab./km². De los 134 habitantes, el municipio de Barney estaba compuesto por el 99,25 % blancos, el 0,75 % eran afroamericanos. Del total de la población el 0 % eran hispanos o latinos de cualquier raza.